# Escudo de Llanera
Es un escudo utilizado por el Ayuntamiento asturiano de Llanera pero sin sanción legal, está labrado en la fachada de la Casa Consistorial. Como otros muchos concejos este escudo fue inventado por Octavio Bellmunt y Fermín Canella para ilustrar su obra "Asturias".
Su escudo es: Cortado y medio partido.
- Primer cuartel cortado, Cruz de los Ángeles de oro y piedras preciosas, soportada por dos ángeles alados. Este cuartel está formado por las armas de la Obispalía de Oviedo, ya que debido a las sucesivas donaciones de estas tierras acabó por convertirse en propietaria de ellas. Fue concejo de Obispalía hasta que Felipe II tuvo permiso del Papa para vender las tierras.

- Segundo cuartel partido, torre almenada en oro sostenida en ondas de plata. Esta torre representa la antigua torre de San Cucufato en la orilla del río Nora. En esta torre pidió asilo Enrique de Trastamara a Don Diego Menéndez Valdés que se lo denegó huyendo de su hermano Pedro I de Castilla.

- Tercer cuartel, tres fajas acompañadas de diez roles cargados de crucetas, puestas tres, dos, dos, tres. Don Diego Menéndez Valdés fue perseguido por Enrique de Trastamara por haberle negado el asilo que le pidió. Este escudo es el antiguo de los Valdés que eran tres franjas a los que se añadieron las ruedas del suplicio que evolucionaron a los roles.

- Datos: Q2891972